# Baie de Māmala
La baie de Māmala est la zone littorale de l'océan Pacifique entre Barbers Point et Diamond Head sur l'île d'Oahu à Hawaï. L'entrée de Pearl Harbor et du Port d'Honolulu (en) se trouve dans la baie de Māmala.

## Histoire
Le vol Transair 810 a effectué un amerrissage d'urgence dans la baie le 2 juillet 2021,.